# Korach
Korach (hebreiska: קֹרַח, arabiska: قارون), son till Jishar, är en person som nämns i Fjärde Moseboken kap.16. Korach och hans 250 anhängare gjorde uppror mot Mose och Aron, vilket straffades med att Gud förbrände upprorsmakarna med eld.
I Koranen 28:76 nämns en person som heter Qarun tillhörande Moses folk som antas vara identisk med  Korach. Han beskrivs som  en högmodig person som vilseförts av enorma rikedomar vilka fick honom att glömma Gud och att vara snäll mot andra. .